# U.S. Open Cup 1988
La U.S. Open Cup 1988 è stata la settantacinquesima edizione della coppa nazionale statunitense. È iniziata il 24 aprile 1988 e si è conclusa il 25 giugno 1988.
Il torneo è stato vinto per la prima volta dal Busch SC che ha battuto in finale i Greek-American A.C. per 2-1 dopo i tempi supplementari.

## Squadre partecipanti
| Stati                 | Squadre                                            |
| --------------------- | -------------------------------------------------- |
| California            | Greek-American A.C. Fresno International King Taco |
| Distretto di Columbia | Spartans SC                                        |
| Georgia               | Soccer City                                        |
| Illinois              | Ayulta                                             |
| Massachusetts         | Hellenic                                           |
| Missouri              | Busch SC Udinese                                   |
| New York              | Pancyprian F.                                      |
| Pennsylvania          | Philadelphia Inter                                 |
| Texas                 | Dallas Mean Green Galveston International          |
| Wisconsin             | Madison 56ers                                      |

## Date
| Turno                | Data                       |
| -------------------- | -------------------------- |
| Sedicesimi di finale | 24 aprile - 21 maggio 1988 |
| Quarti di finale     | ? 1988                     |
| Semifinali           | 10 giugno 1988             |
| Finale               | 25 giugno 1988             |

## Ottavi di finale
| Squadra 1           | Risultato | Squadra 2               |
| ------------------- | --------- | ----------------------- |
| Spartans SC         | 3 - 2     | Philadelphia Inter      |
| Pancyprian F.       | 4 - 1     | Hellenic                |
| Busch SC            | ? - ?     | Madison 56ers           |
| Udinese             | ? - ?     | Ayulta                  |
| Dallas Mean Green   | ? - ?     | Galveston International |
| Soccer City         | ? - ?     | ?                       |
| Greek-American A.C. | ? - ?     | Fresno International    |
| King Taco           | ? - ?     | ?                       |

## Quarti di finale
| Squadra 1           | Risultato | Squadra 2   |
| ------------------- | --------- | ----------- |
| Pancyprian F.       | 3 - 0     | Spartans SC |
| Busch SC            | 4 - 0     | Udinese     |
| Dallas Mean Green   | 2 - 0     | Soccer City |
| Greek-American A.C. | 1 - 0     | King Taco   |

## Semifinali
| Squadra 1           | Risultato | Squadra 2         |
| ------------------- | --------- | ----------------- |
| Busch SC            | 2 - 0     | Dallas Mean Green |
| Greek-American A.C. | 3 - 2     | Pancyprian F.     |

## Finale
| Fenton 25 giugno 1988                           | Busch SC  | 2 – 1 (d.t.s.) | Greek-American A.C. | St. Louis Soccer Park |
| \| \| \| \| \| Olwig Hayes \| Marcatori \| ? \| |           |                |                     |                       |
|                                                 |           |                |                     |                       |
| Olwig Hayes                                     | Marcatori | ?              |                     |                       |